# Colí ocel·lat
El colí ocel·lat (Cyrtonyx ocellatus) és una espècie d'ocell de la família dels odontofòrids (Odontophoridae) que habita boscos oberts de les muntanyes d'Amèrica Central, des de l'est d'Oaxaca i Chiapas cap al sud fins al nord de Nicaragua.